# Лебедев, Дмитрий Васильевич
Дмитрий Васильевич Лебедев (укр. Дмитро Васильович Лебедєв; род. 1941) — украинский учёный, профессор, победитель Чикагского и Берлинского марафонов в категории участников свыше 75 лет.